# 바베이도스잎가락도마뱀붙이
바베이도스잎가락도마뱀붙이(Phyllodactylus pulcher)는 바베이도스 리프토 게코(Barbados leaf-toed gecko)라 불리며, 카리브해의 섬나라 바베이도스에 고유한 도마뱀붙이류의 일종이다. 이 종은 소앤틸리스 제도에 서식하는 유일한 잎가락도마뱀붙이류이다.
주둥이부터 항문까지 62 mm까지 자란다. 크림색 바탕에, 검은 줄무늬가 콧구멍에서 눈을 지나 어깨까지 뻗친다. 등짝에는 갈색 얼룩, 넓은 갈색 가로줄무늬, 갈색 세로줄무늬 등의 다양한 무늬가 나있다.
이 종의 분포와 서식지에 대해서는 거의 알려진 것이 없다. 아마도 야행성, 수목성, 충식성일 것이다. 상당히 희귀하다고 여겨지고, 알려진 소재지도 드물지만, 분포에 대해서 체계적으로 연구된 적은 없다.

## 참고 자료
- Malhotra, Anita; Thorpe, Roger S. (1999). 《Reptiles & Amphibians of the Eastern Caribbean》. Macmillan Education Ltd. ISBN 978-0-333-69141-0.
- Powell, Robert; Henderson, Robert W. (2005), “Conservation Status of Lesser Antillean Reptiles”, 《Iguana》 12 (2): 63–77